# Jamal Blackman
Jamal Clint-Ross Blackman, född 27 oktober 1993 i Croydon, är en engelsk fotbollsmålvakt som spelar för Exeter City. Han har också representerat Englands ungdomslandslag på flera nivåer, senast på U19-nivå.

## Klubblagskarriär

### Chelsea
Blackman kom till Chelsea på U13-nivå och var en nyckelspelare när klubbens U18-lag vann FA Youth Cup 2011/2012. Den 29 oktober 2011 var han uttagen i seniorlagets matchtrupp och satt på bänken när Chelsea förlorade mot Arsenal med 3-5 i Premier League. De nästföljande åren tillbringade Blackman i klubbens reserv- och U21-lag. Han deltog också i a-lagets försäsongsturnéer. Säsongen 2013/2014 var han ordinarie målvakt när klubben vann Premier League på U21-nivå. I juni 2014 skrev Blackman på ett femårskontrakt med Chelsea.
Den 4 juni 2021 meddelade Chelsea att Blackman skulle lämna klubben i samband med att hans kontrakt gick ut.

#### Middlesbrough (lån)
Mellan augusti 2014 och januari 2015 var Blackman utlånad till Middlesbrough, där han gjorde sin proffsdebut i en ligacupmatch mot Liverpool. Matchen gick till straffar där Blackman räddade Raheem Sterlings försök, innan han själv fick lägga en straff. Liverpool vann till sist straffläggningen med 14-13. Cupmatchen blev Blackmans enda i Middlesbrough. Under våren och hösten 2015 figurerade Blackman åter på Chelseas avbytarbänk i Premier League, dock utan att få någon speltid.

#### Östersund (lån)
I mars 2016 lånades Blackman ut till allsvenska Östersunds FK fram till slutet av maj. Han spelade tolv matcher och höll nollan tre gånger. Söndagen den 22 maj 2016, efter att hans näst sista match med klubben slutat med förlust 0-5 mot GIF Sundsvall, stoppades han klockan fyra på morgonen av polis och konstaterades vara rattfull med 0,68 promille alkohol i blodet. Blackman spelade igen nästföljande helg men hans lån förlängdes inte.

#### Wycombe Wanderers (lån)
Under säsongen 2016/2017 var Blackman utlånad till League Two-klubben Wycombe Wanderers. Lånet var ursprungligen över hösten men förlängdes i januari till säsongsslutet. Han gjorde 52 matcher för klubben, däribland en dramatisk FA-cupmatch borta mot Tottenham Hotspur som till sist slutade i övertidsförlust. Han höll nollan i 17 matcher och utsågs till klubbens bäste unga spelare. Sommaren 2017 förlängdes Blackmans kontrakt med Chelsea till 2021.

#### Sheffield United (lån)
Den 27 juli 2017 lånades Blackman ut till Championship-klubben Sheffield United på ett låneavtal över säsongen 2017/2018. Han gjorde 33 matcher för klubben, som slutade strax utanför playoffplatserna, och höll nollan nio gånger.

#### Leeds United (lån)
Den 16 juli 2018 återvände Blackman till andradivisionen med ett säsongslångt lån till Leeds United. Han debuterade för klubben den 14 augusti 2018 i en ligacupmatch mot Bolton Wanderers, som Leeds vann med 2-1. Han spelade igen i ligacupen två veckor senare då Leeds slogs ut av Preston med 0–2, men lyckades inte ta plats i a-laget där Bailey Peacock-Farrell inledde säsongen som förstemålvakt. Den 16 november 2018 bröt Blackman benet i en match med Leeds U23-lag, varefter hans lån avbröts och han återvände till Chelsea för rehabilitering.

#### Bristol Rovers (lån)
Den 22 januari 2020 lånades Blackman ut till Bristol Rovers på ett låneavtal över resten av säsongen 2019/2020.

#### Rotherham United (lån)
Den 24 augusti 2020 lånades Blackman ut till Rotherham United på ett låneavtal över resten av säsongen 2020/2021.

### Los Angeles FC
Den 13 september 2021 gick Blackman på fri transfer till MLS-klubben Los Angeles FC, där han skrev på ett kontrakt till december 2021.

### Huddersfield Town
Den 31 januari 2022 värvades Blackman av Huddersfield Town, där han skrev på ett halvårskontrakt.

### Exeter City
Den 26 juli 2022 värvades Blackman av League One-klubben Exeter City, där han skrev på ett ettårskontrakt.

## Landslagskarriär
Blackman har representerat Englands ungdomslandslag på flera nivåer. Sommaren 2014 blev han för första gången uttagen i Englands U21-landslag, och i september samma år satt på bänken under en 3-0-seger över Moldavien.